# Etheostoma
Etheostoma – rodzaj ryb z rodziny okoniowatych (Percidae).
Gatunkiem typowym jest Etheostoma blennioides.

## Klasyfikacja
Gatunki zaliczane do tego rodzaju:
| - Etheostoma acuticeps - Etheostoma akatulo - Etheostoma aquali - Etheostoma artesiae - Etheostoma asprigene - Etheostoma atripinne - Etheostoma australe - Etheostoma autumnale - Etheostoma baileyi - Etheostoma barbouri - Etheostoma barrenense - Etheostoma basilare - Etheostoma bellator - Etheostoma bellum - Etheostoma bison - Etheostoma blennioides - Etheostoma blennius - Etheostoma boschungi - Etheostoma brevirostrum - Etheostoma brevispinum - Etheostoma burri - Etheostoma caeruleum - Etheostoma camurum - Etheostoma cervus - Etheostoma chermocki - Etheostoma chienense - Etheostoma chlorobranchium - Etheostoma chlorosomum - Etheostoma chuckwachatte - Etheostoma cinereum - Etheostoma collettei - Etheostoma collis - Etheostoma colorosum - Etheostoma coosae - Etheostoma corona - Etheostoma cragini - Etheostoma crossopterum - Etheostoma davisoni | - Etheostoma denoncourti - Etheostoma derivativum - Etheostoma ditrema - Etheostoma douglasi - Etheostoma duryi - Etheostoma edwini - Etheostoma erythrozonum - Etheostoma etnieri - Etheostoma etowahae - Etheostoma euzonum - Etheostoma exile - Etheostoma flabellare - Etheostoma flavum - Etheostoma fonticola - Etheostoma forbesi - Etheostoma fragi - Etheostoma fricksium - Etheostoma fusiforme - Etheostoma gracile - Etheostoma grahami - Etheostoma gutselli - Etheostoma histrio - Etheostoma hopkinsi - Etheostoma inscriptum - Etheostoma jessiae - Etheostoma jordani - Etheostoma juliae - Etheostoma kanawhae - Etheostoma kantuckeense - Etheostoma kennicotti - Etheostoma lachneri - Etheostoma lawrencei - Etheostoma lemniscatum - Etheostoma lepidum - Etheostoma longimanum - Etheostoma lugoi - Etheostoma luteovinctum - Etheostoma lynceum | - Etheostoma maculatum - Etheostoma mariae - Etheostoma marmorpinnum - Etheostoma maydeni - Etheostoma microlepidum - Etheostoma microperca - Etheostoma mihileze - Etheostoma moorei - Etheostoma neopterum - Etheostoma nianguae - Etheostoma nigripinne - Etheostoma nigrum - Etheostoma nuchale - Etheostoma obeyense - Etheostoma occidentale - Etheostoma okaloosae - Etheostoma olivaceum - Etheostoma olmstedi - Etheostoma oophylax - Etheostoma orientale - Etheostoma osburni - Etheostoma pallididorsum - Etheostoma parvipinne - Etheostoma percnurum - Etheostoma perlongum - Etheostoma phytophilum - Etheostoma planasaxatile - Etheostoma podostemone - Etheostoma pottsii - Etheostoma proeliare - Etheostoma pseudovulatum - Etheostoma punctulatum - Etheostoma pyrrhogaster - Etheostoma radiosum - Etheostoma rafinesquei - Etheostoma ramseyi - Etheostoma raneyi - Etheostoma rubrum | - Etheostoma rufilineatum - Etheostoma rupestre - Etheostoma sagitta - Etheostoma saludae - Etheostoma sanguifluum - Etheostoma scotti - Etheostoma segrex - Etheostoma sellare - Etheostoma serrifer - Etheostoma simoterum - Etheostoma sitikuense - Etheostoma smithi - Etheostoma spectabile - Etheostoma spilotum - Etheostoma squamiceps - Etheostoma stigmaeum - Etheostoma striatulum - Etheostoma susanae - Etheostoma swaini - Etheostoma swannanoa - Etheostoma tallapoosae - Etheostoma tecumsehi - Etheostoma tennesseense - Etheostoma tetrazonum - Etheostoma thalassinum - Etheostoma tippecanoe - Etheostoma trisella - Etheostoma tuscumbia - Etheostoma uniporum - Etheostoma variatum - Etheostoma virgatum - Etheostoma vitreum - Etheostoma vulneratum - Etheostoma wapiti - Etheostoma whipplei - Etheostoma zonale - Etheostoma zonifer - Etheostoma zonistium |

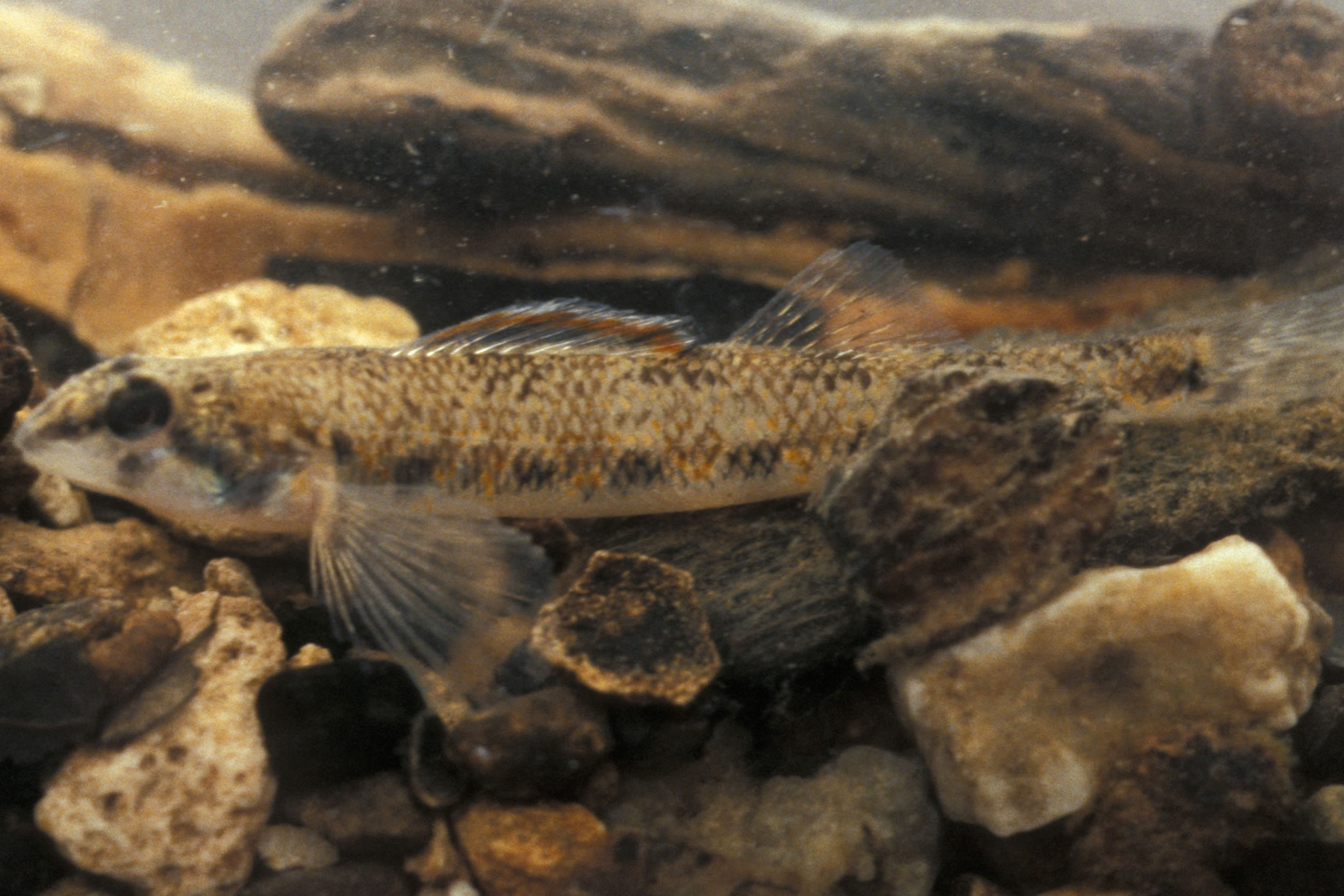
Etheostoma akatulo
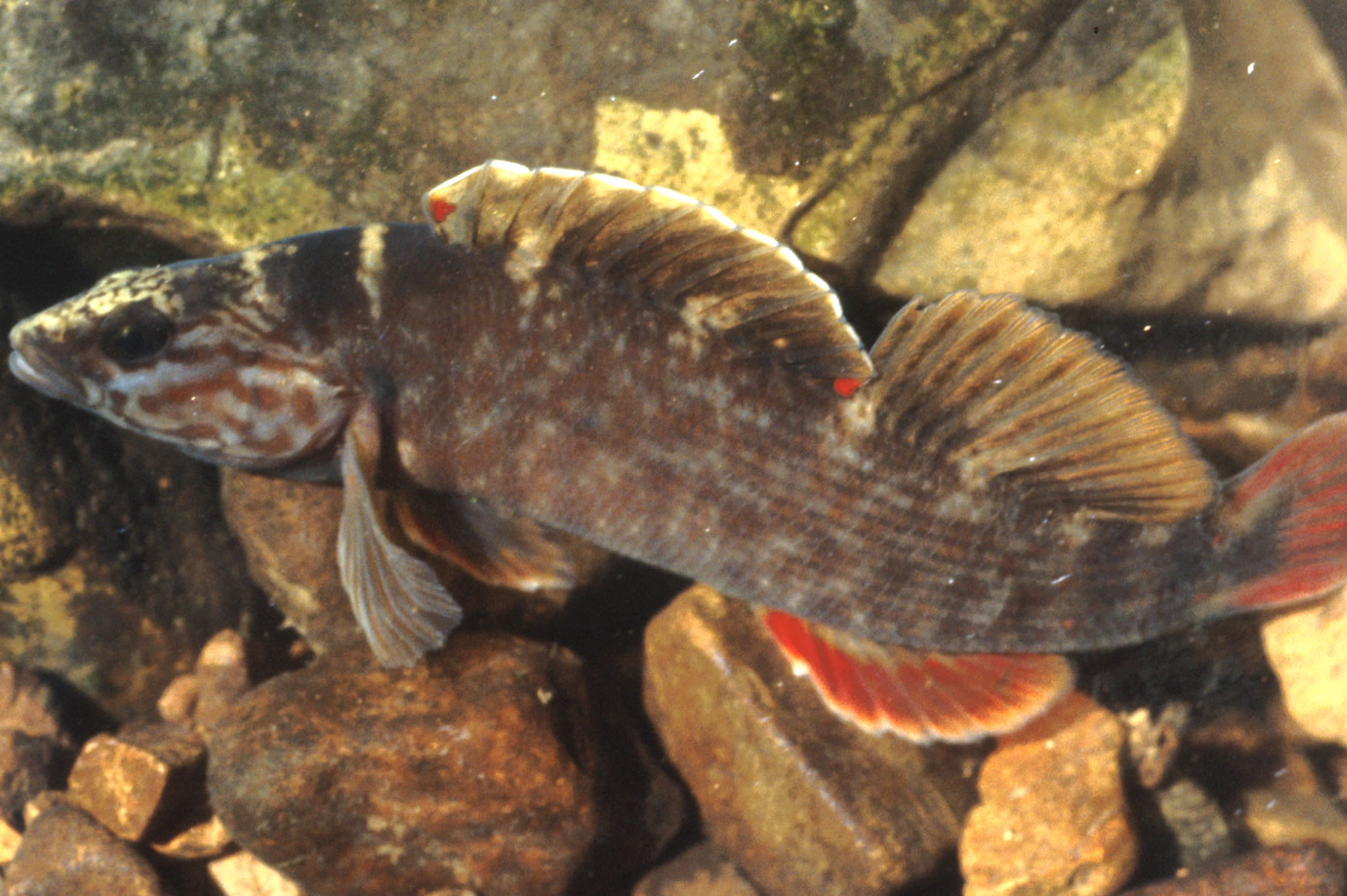
Etheostoma aquali
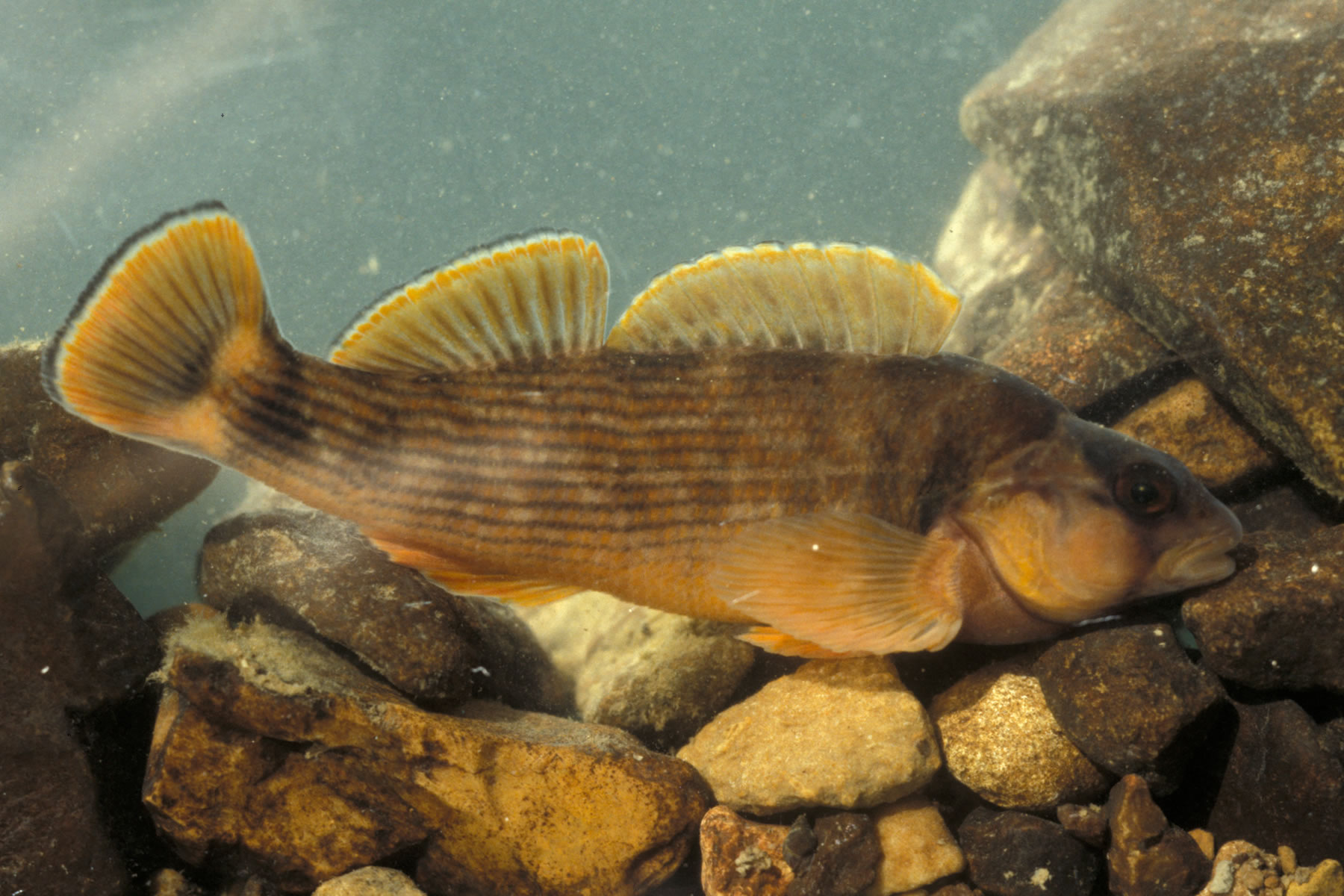
Etheostoma bellum
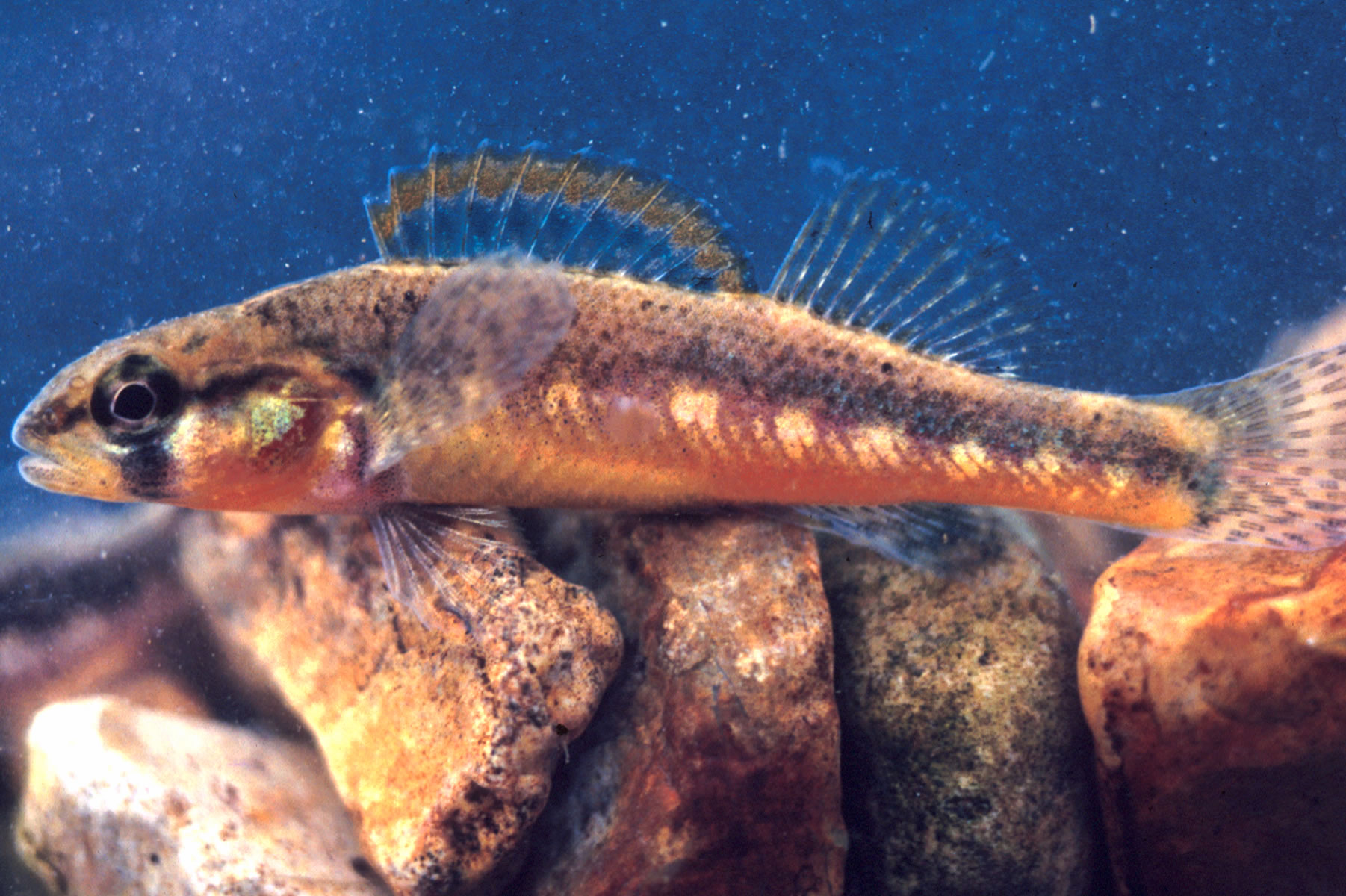
Etheostoma boschungi
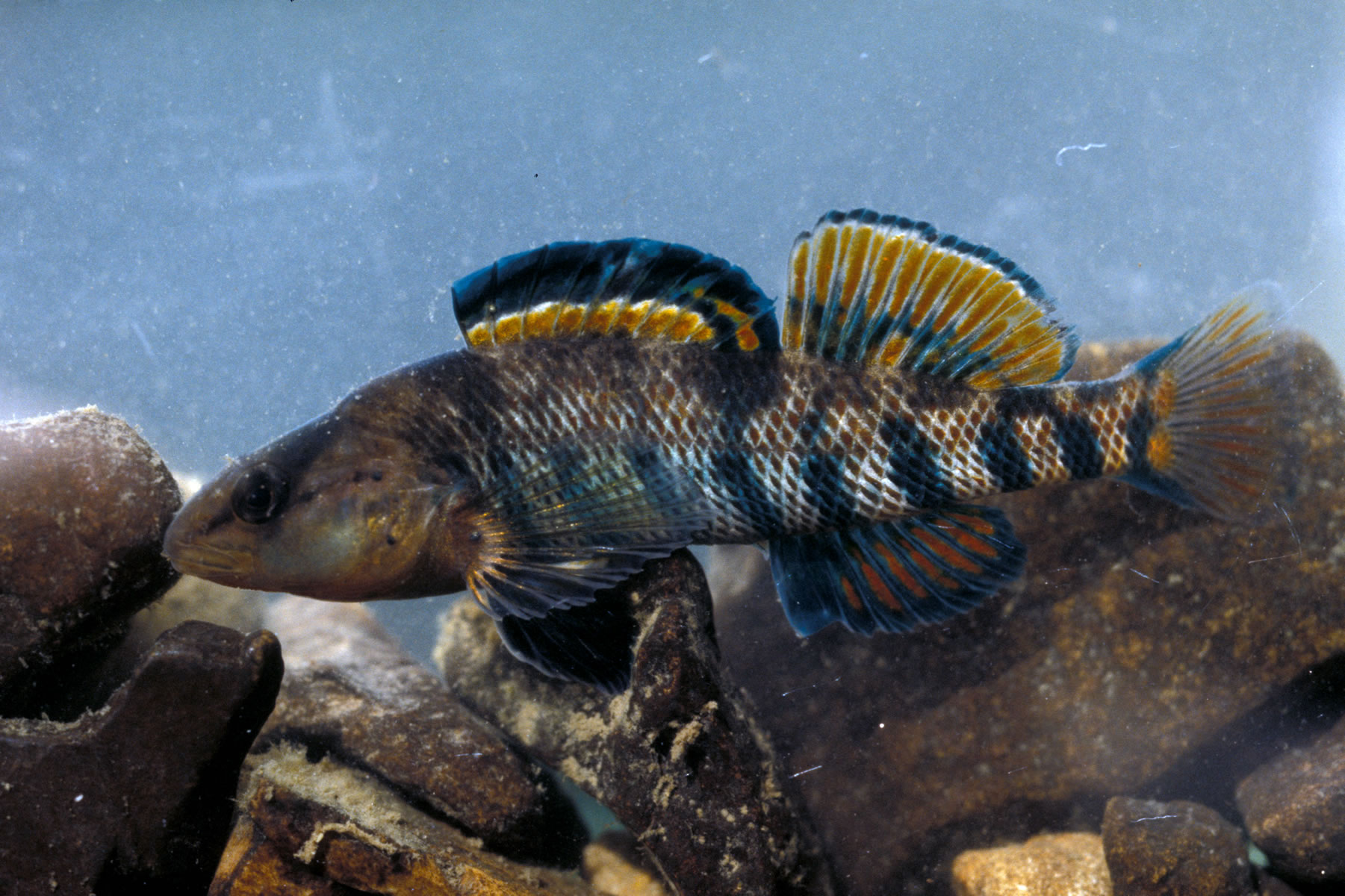
Etheostoma caeruleum
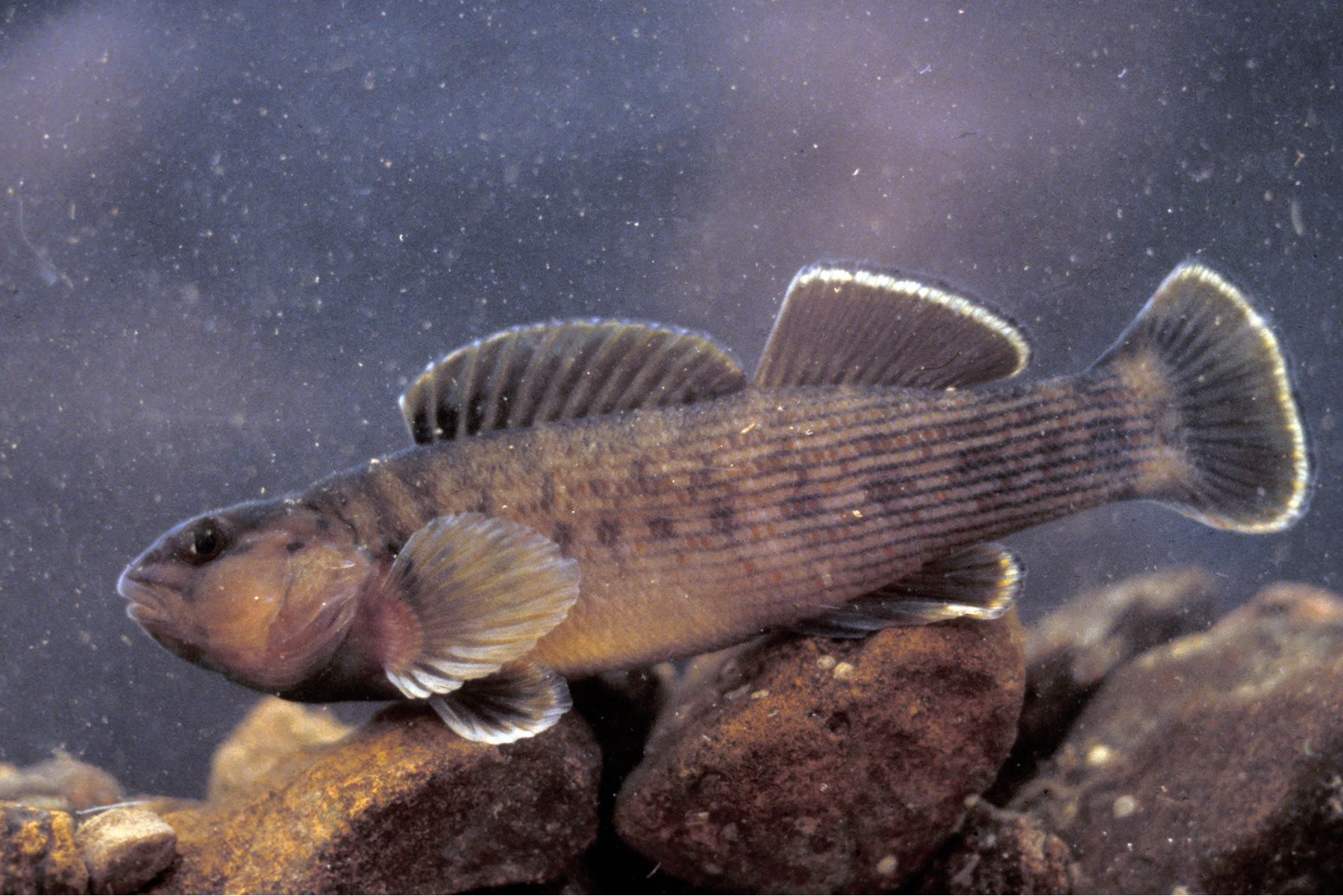
Etheostoma camurum
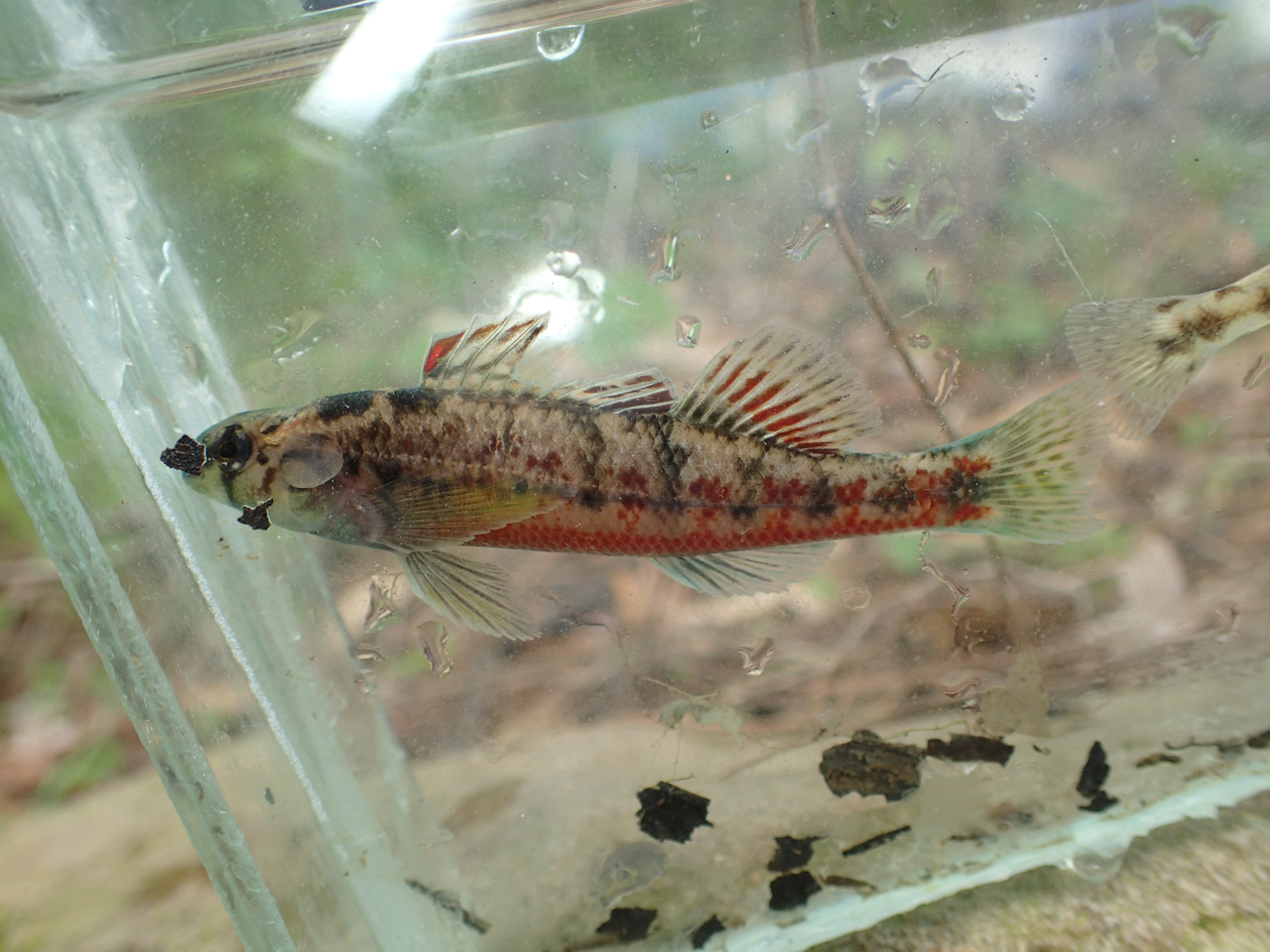
Etheostoma chermocki
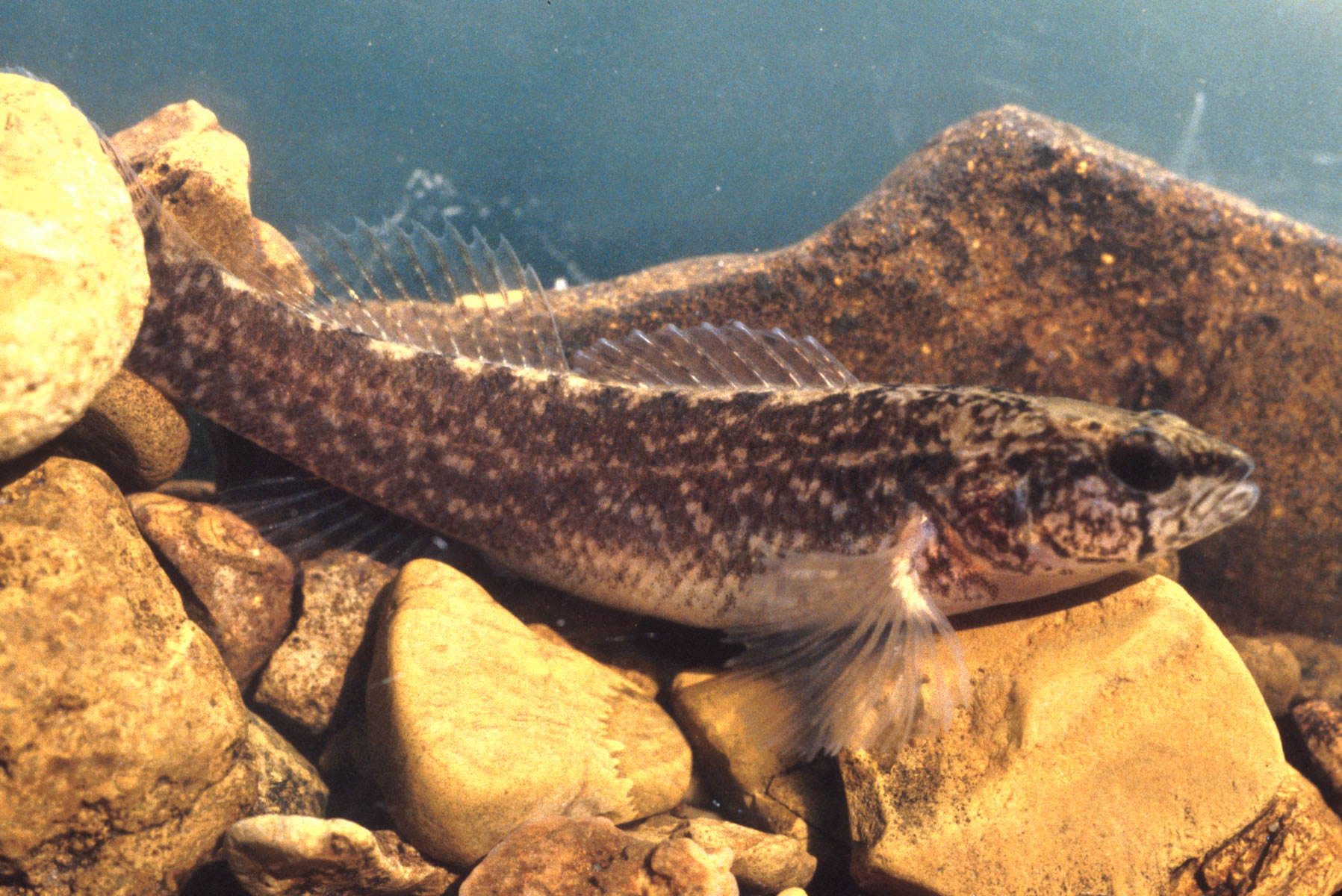
Etheostoma chienense
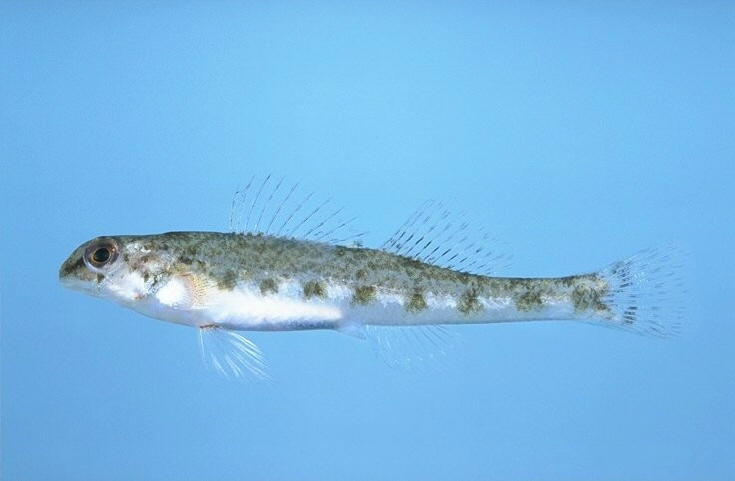
Etheostoma colorosum
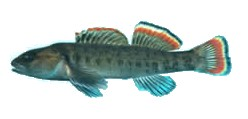
Etheostoma etowahae
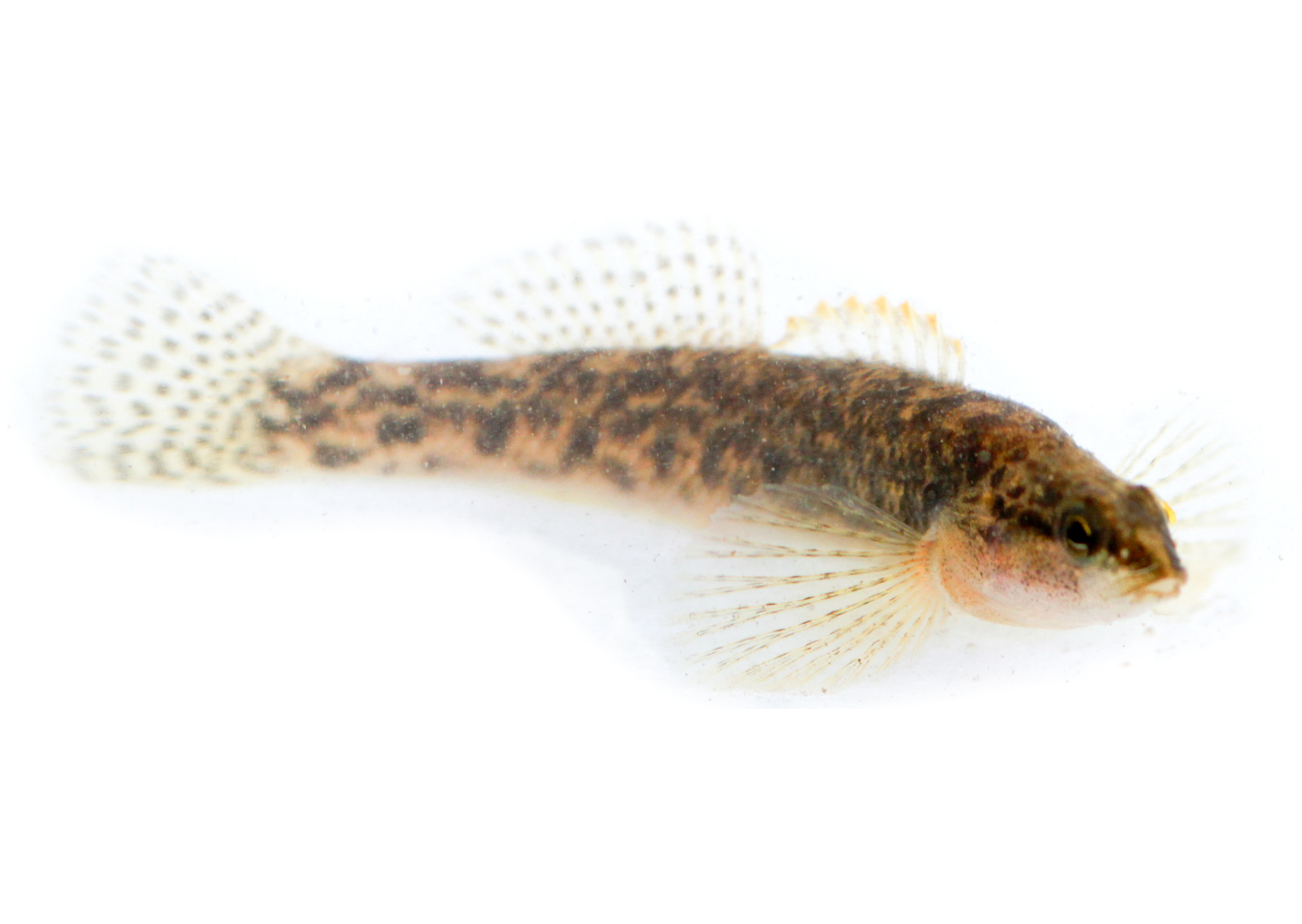
Etheostoma flabellare
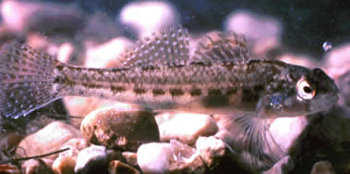
Etheostoma fonticola
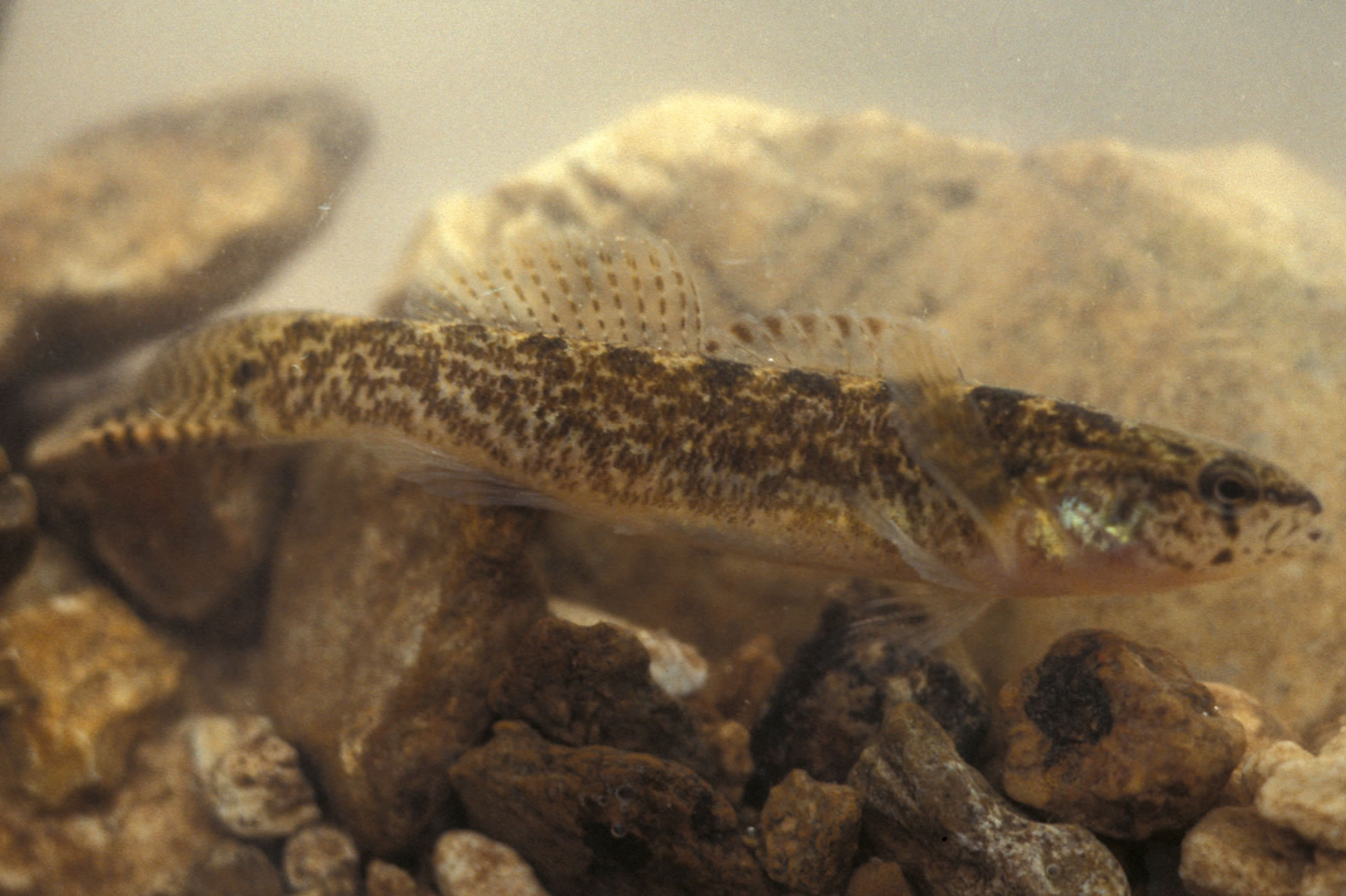
Etheostoma forbesi
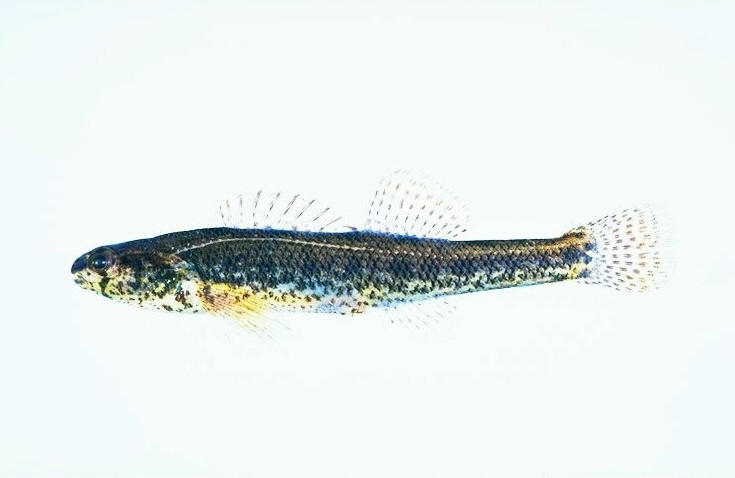
Etheostoma fusiforme
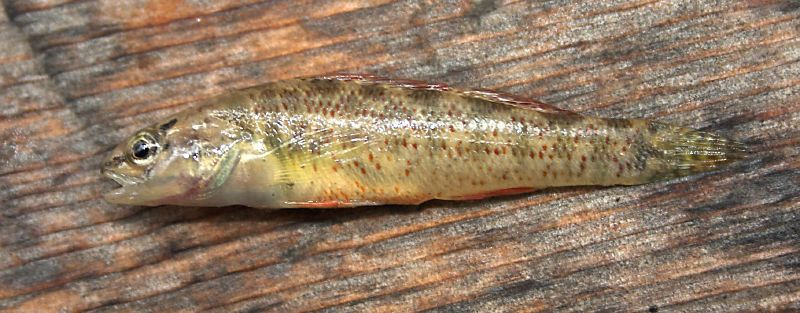
Etheostoma grahami
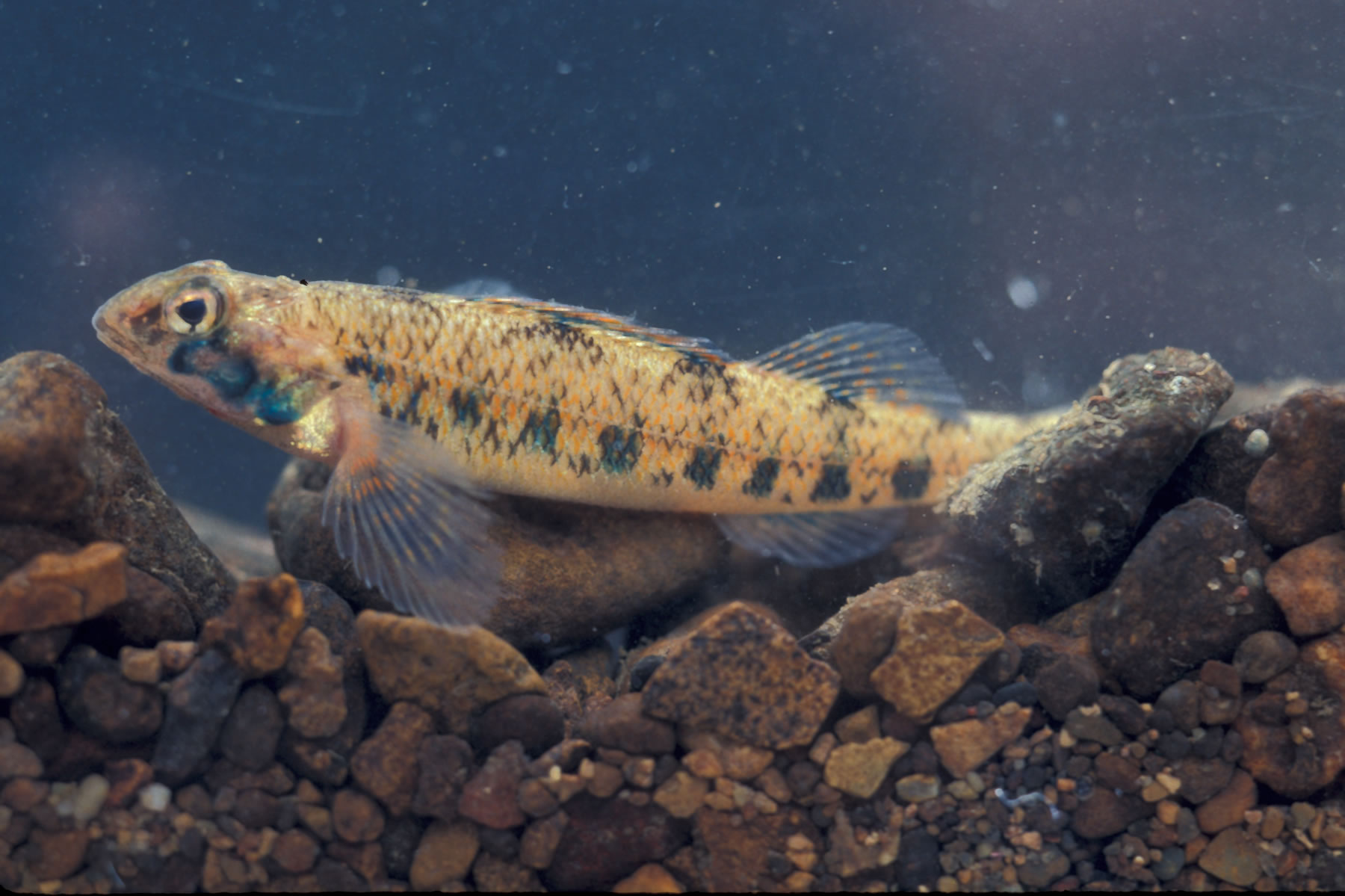
Etheostoma jessiae
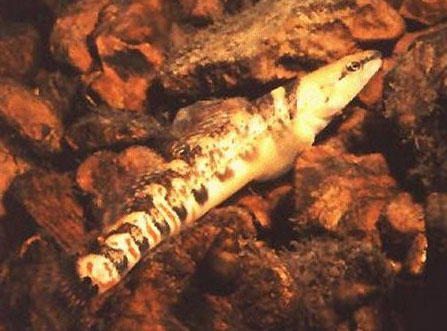
Etheostoma nianguae
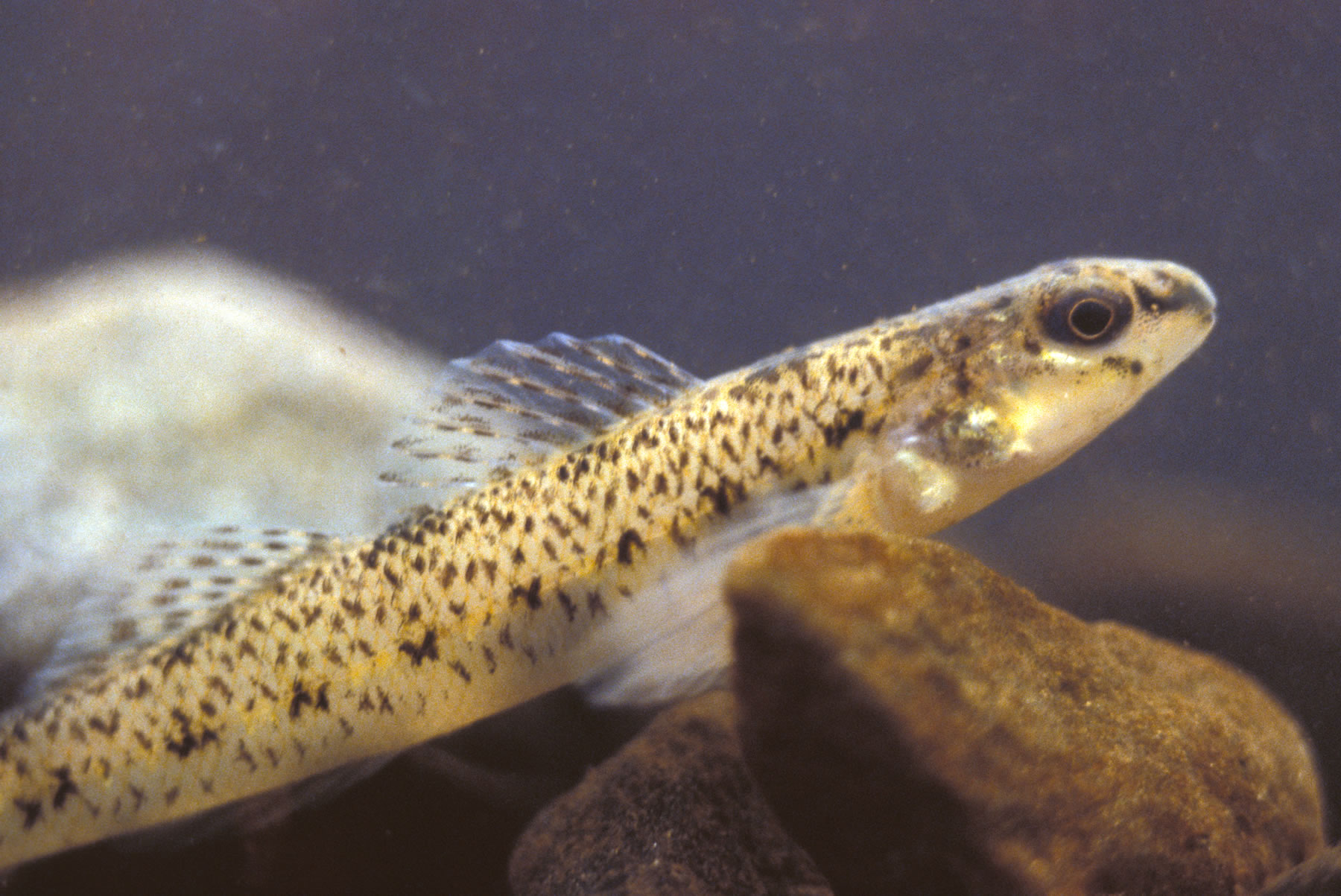
Etheostoma nigrum
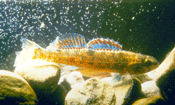
Etheostoma nuchale
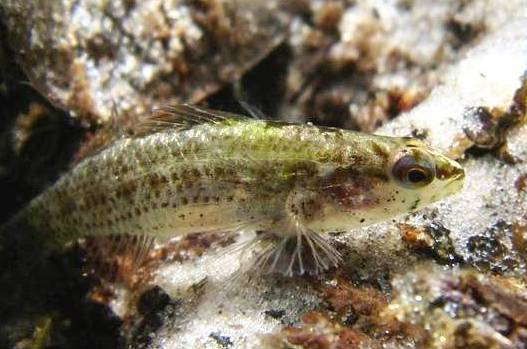
Etheostoma okaloosae
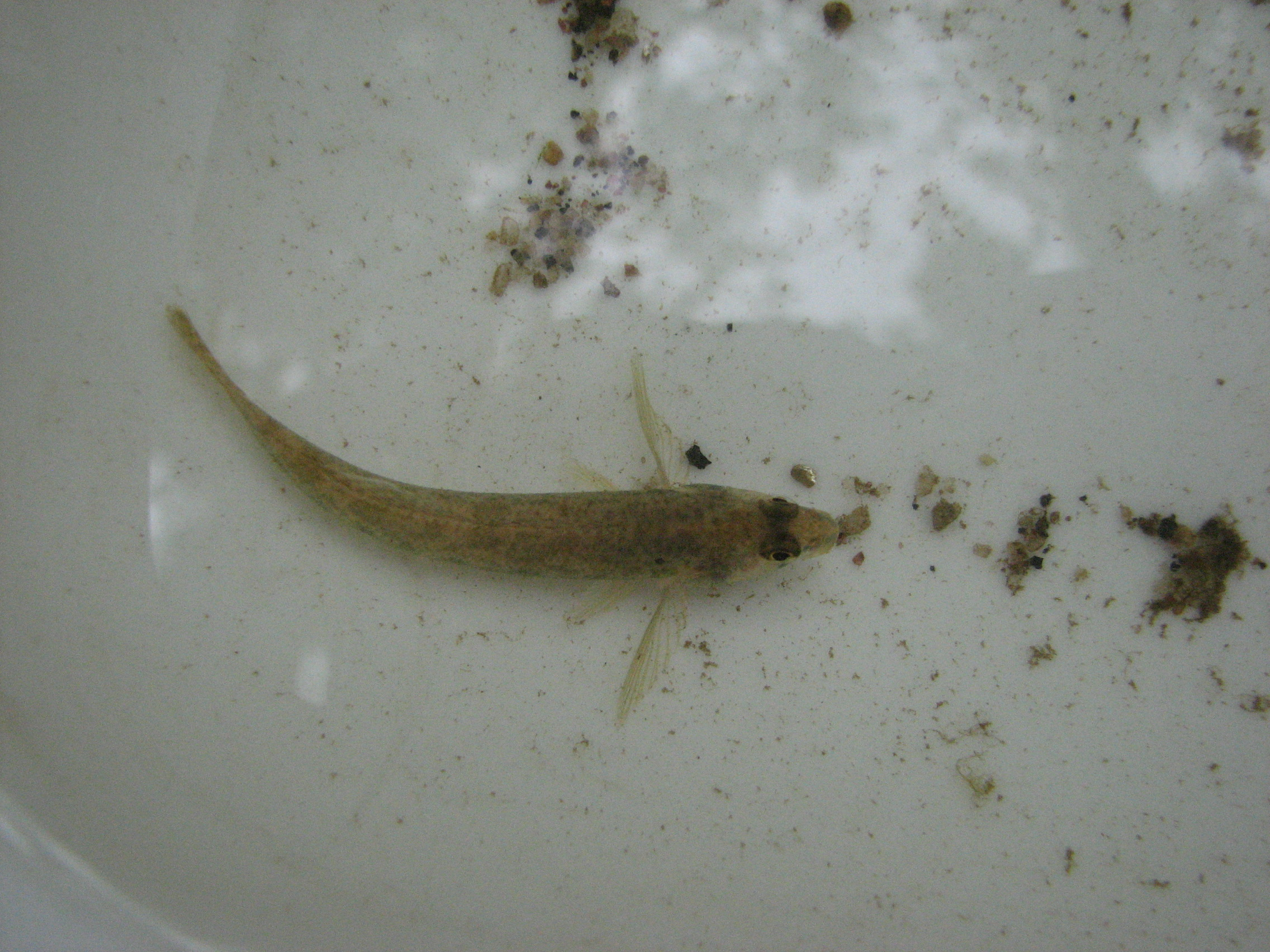
Etheostoma olmstedi
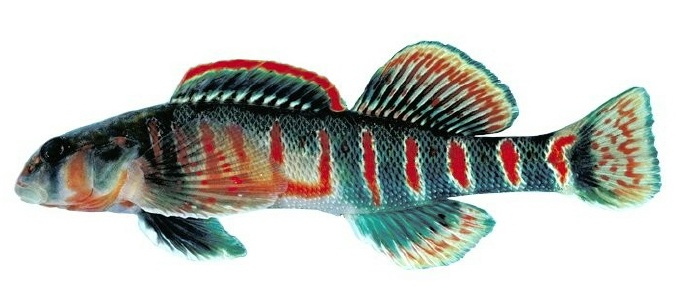
Etheostoma osburni
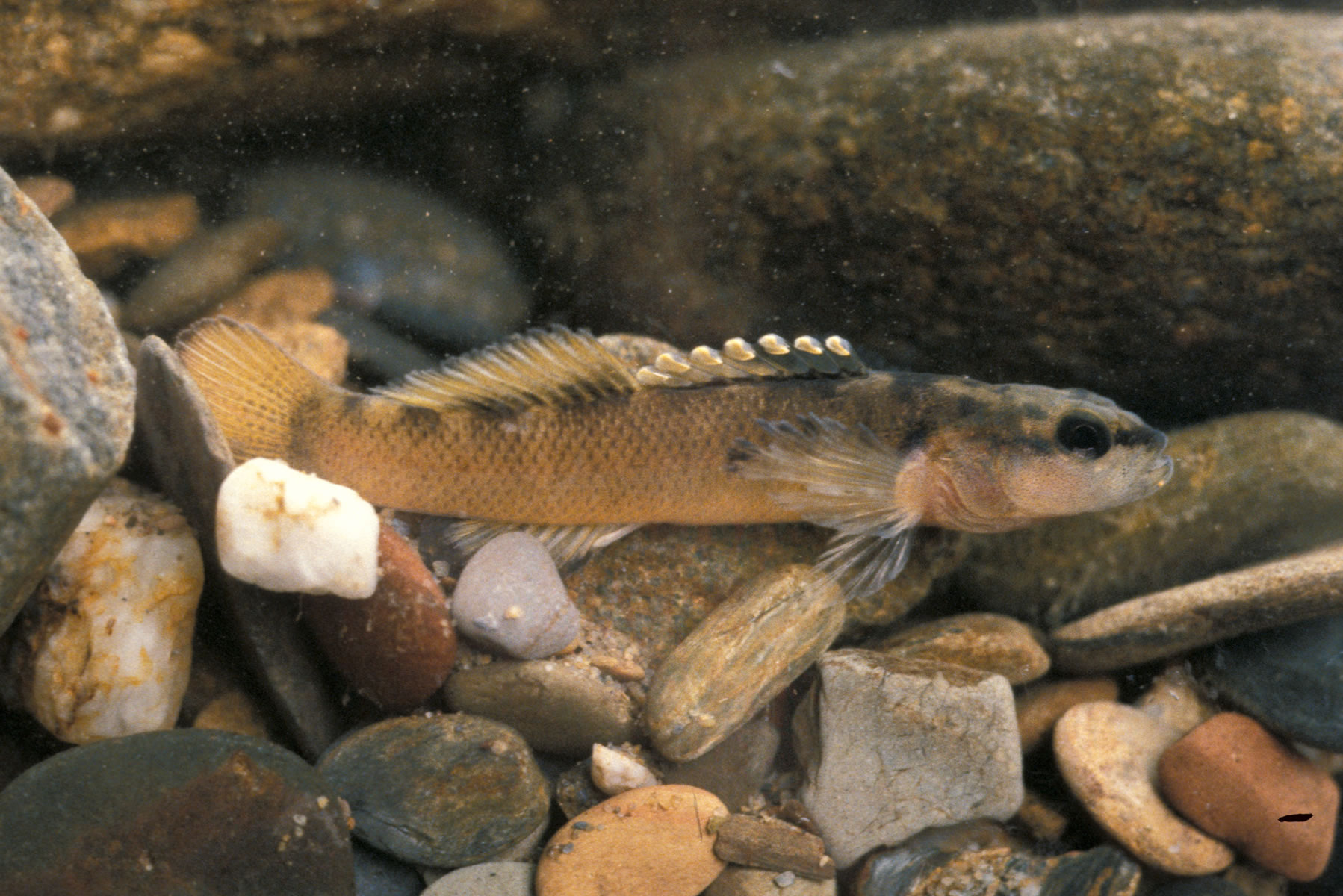
Etheostoma percnurum
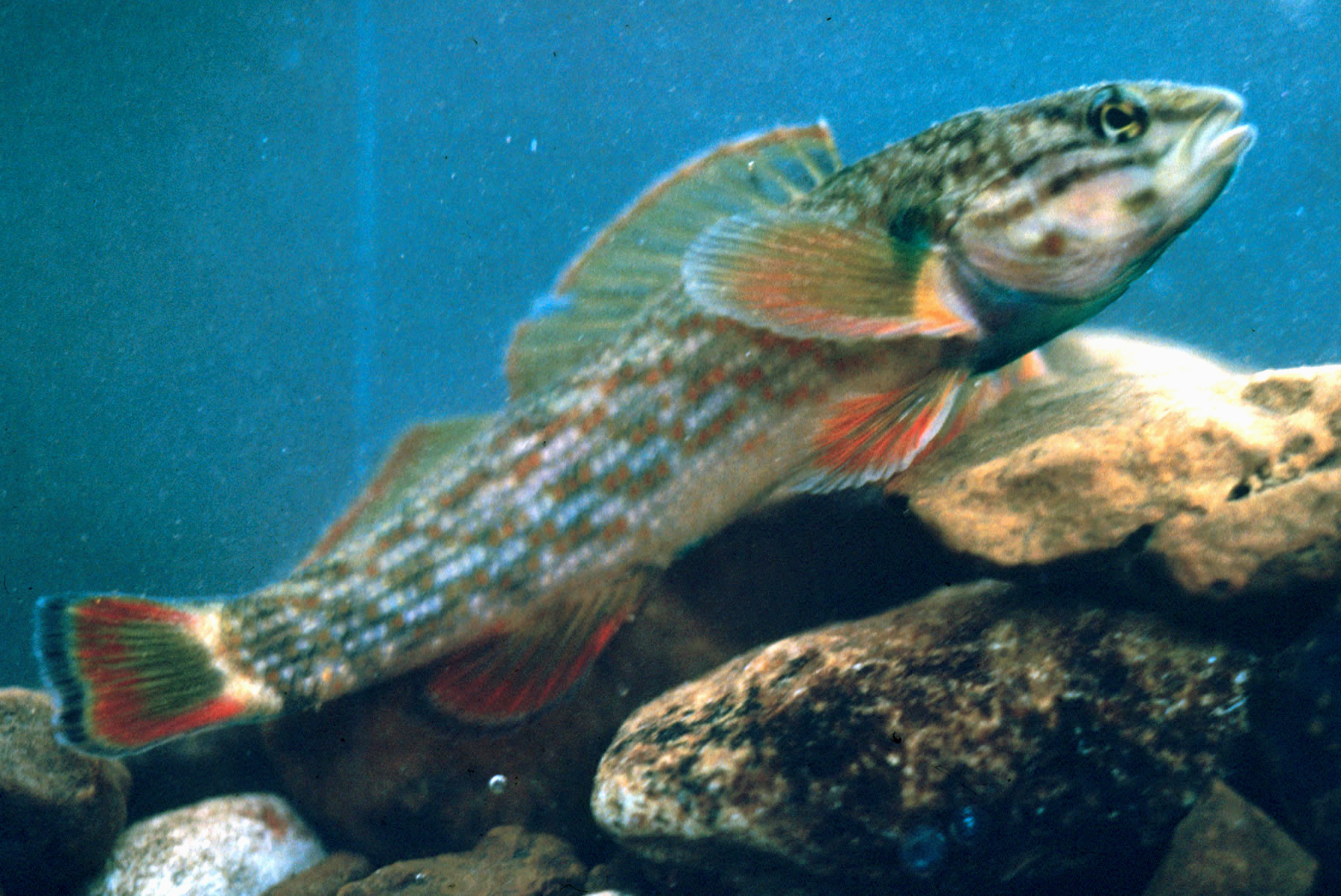
Etheostoma rufilineatum
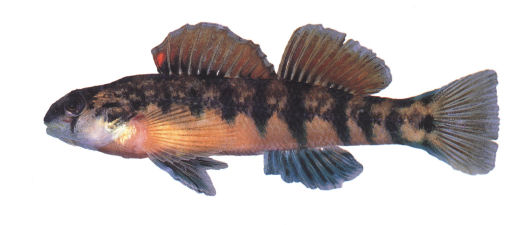
Etheostoma scotti
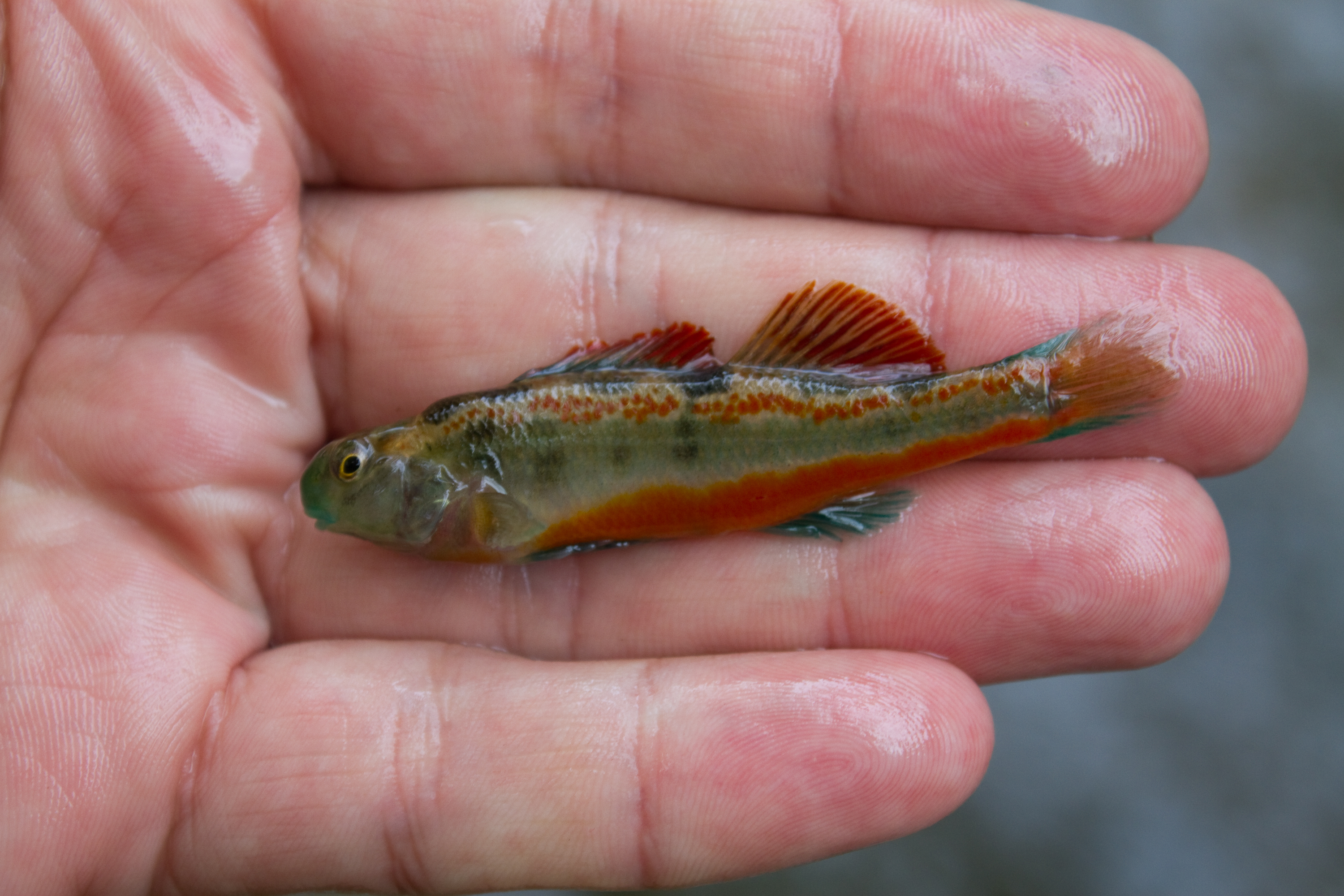
Etheostoma simoterum
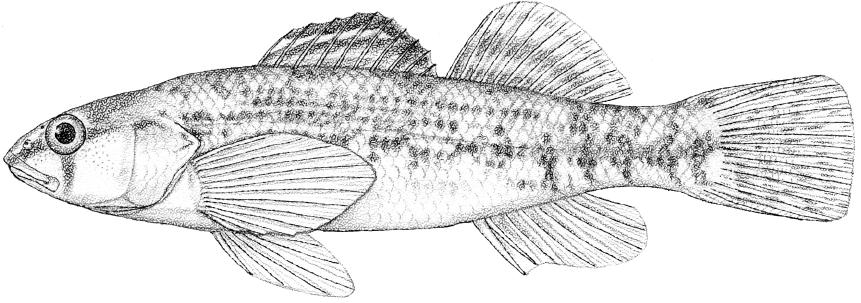
Etheostoma spectabile
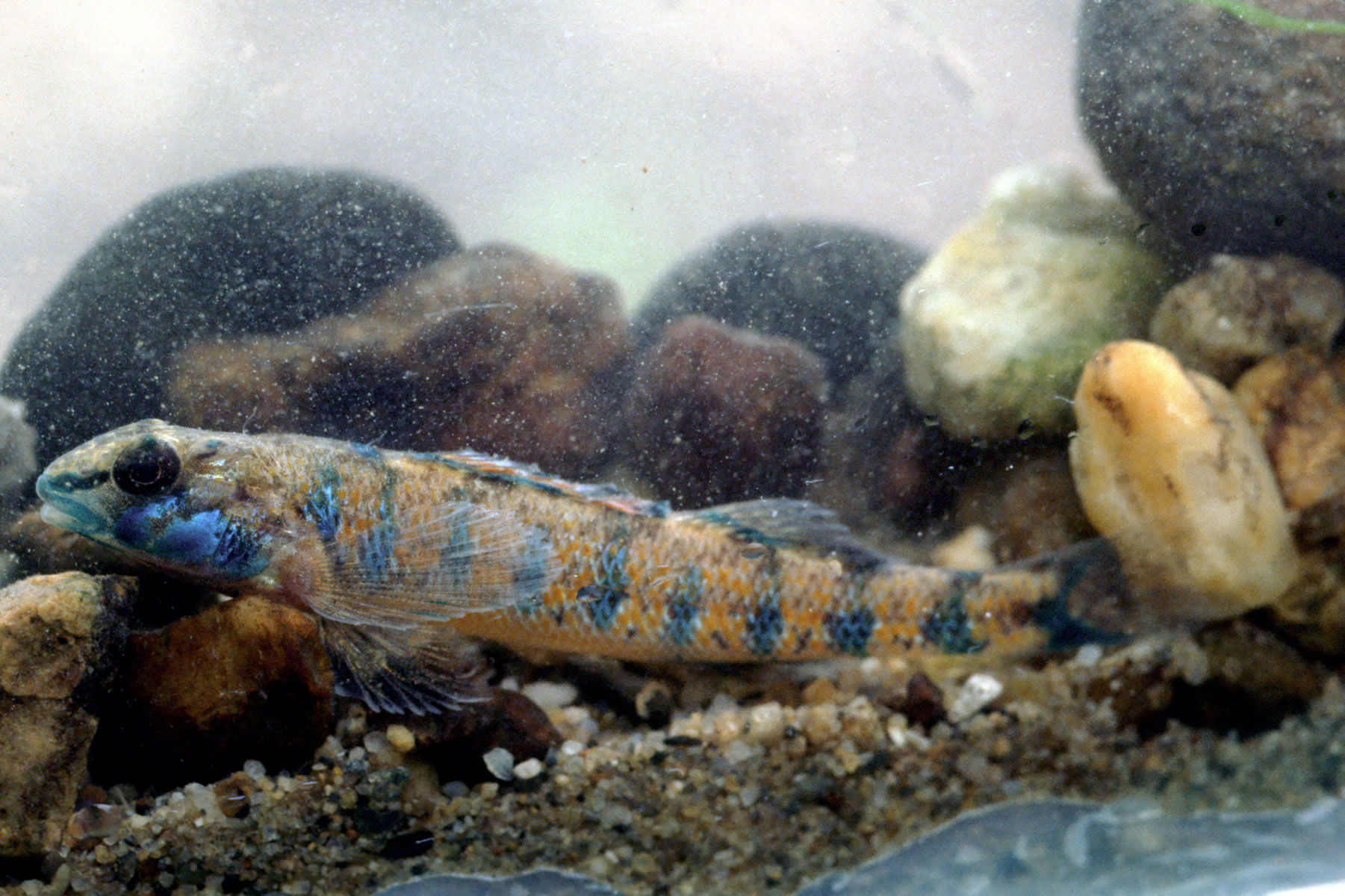
Etheostoma stigmaeum
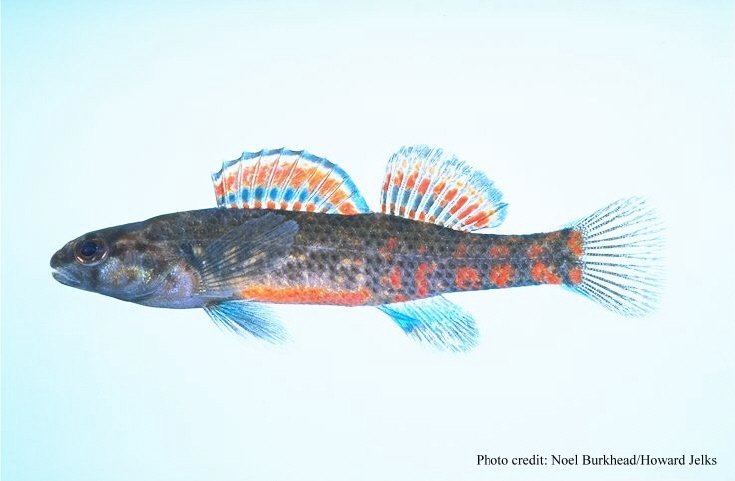
Etheostoma swaini
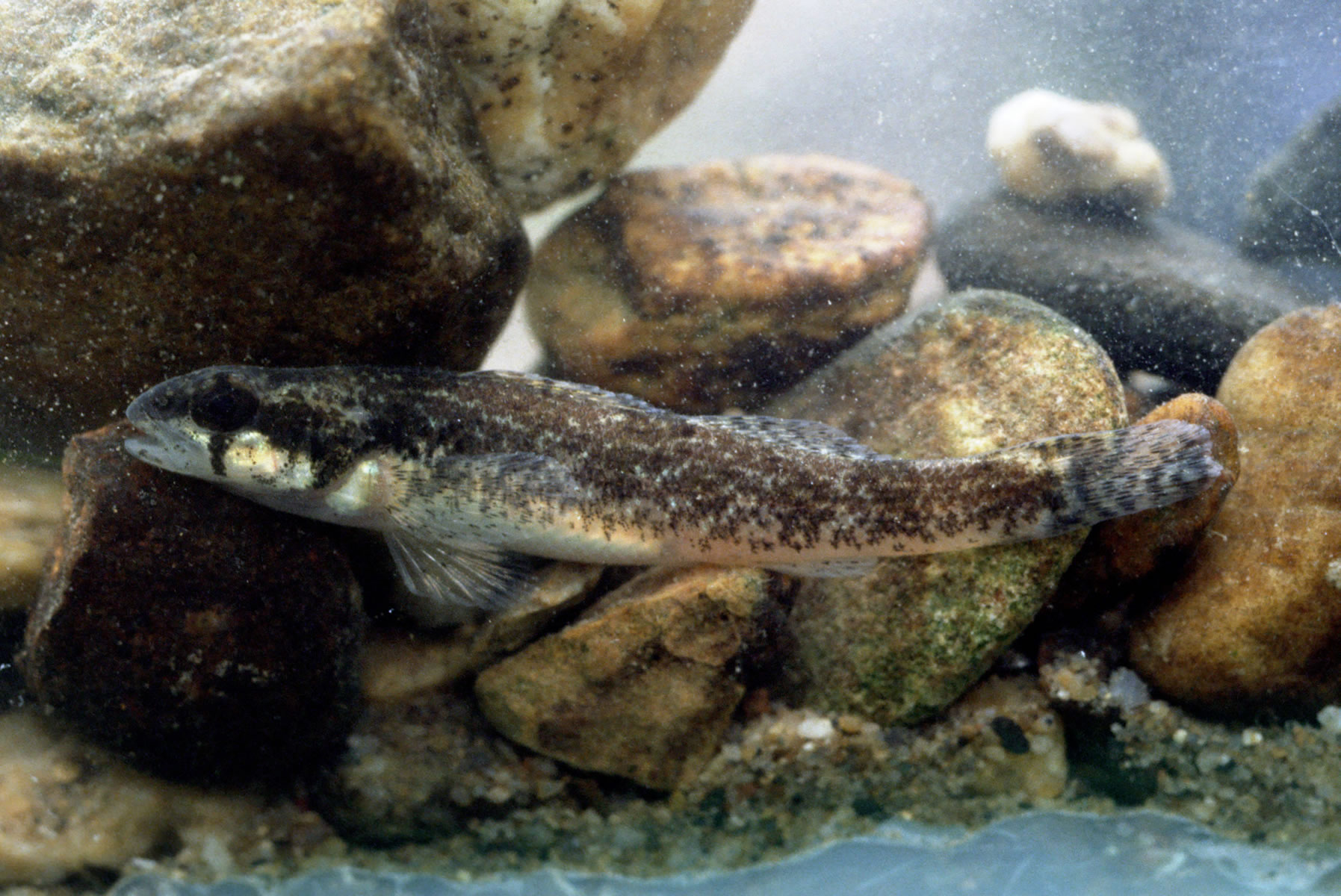
Etheostoma trisella
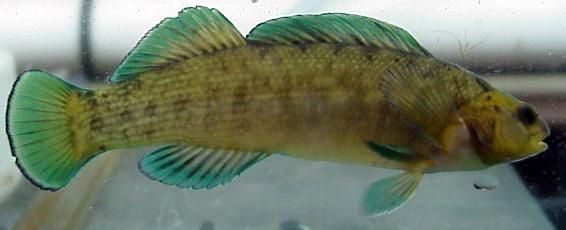
Etheostoma wapiti